# Colpidium
Die Gattung Colpidium gehört zu den Wimpertierchen. Es sind einzellige Lebewesen mit einer Größe von etwa 0,03 bis 0,15 mm, die wegen ihrer Gestalt auch als Nierentierchen bezeichnet werden.
Sie leben weltweit im stark verschmutzten Süßwasser wie Bächen, Flüssen, Seen und ganzjährigen Tümpeln, kommen aber auch in Kläranlagen vor.
Sie dienen als Anzeiger im Saprobiensystem, mit dem der Verschmutzungsgrad eines Gewässers festgestellt werden kann.

## Merkmale
Unter den Wimpertierchen gehört die Gattung Colpidium zu den eher kleinen bis mittleren Organismen. Die charakteristische ovale Form dieser Einzeller hat früher zu der Bezeichnung „Ovaltierchen“ geführt. Colpidium gehört zu den holotrichen Wimpertierchen, d. h. ihr Körper ist nahezu vollständig von Wimpern (Cilien) besetzt. Die meisten Arten besitzen Caudalcilien, die etwa doppelt so lang sind wie die übrigen Wimpern. Charakteristisch für diese Gattung ist eine Drehung und Neigung des Körperendes oberhalb des Mundfeldes, was der Körperform bei der Betrachtung im Mikroskop ein nierenförmiges Aussehen verleiht. Diese Drehung wird auch durch die Krümmungen der Wimpernlinien sichtbar, die teilweise in diesem Bereich eine verkehrt s-förmige Gestalt einnehmen.

## Lebensweise
Alle Arten der Gattung sind freilebende Wimperntierchen des Süßwassers. Sie halten sich vorwiegend im Aufwuchs stark verschmutzter Gewässer auf, gehören also zum Mikrobenthos. Dort weiden sie die Bakterienrasen ab. 
Obwohl es bei einzelnen Arten zu großen saisonalen Schwankungen der Populationsdichte kommen kann, werden keine Dauerstadien gebildet.

## Indikator für die Wasserverschmutzung
Der Grad der Wasserverschmutzung wird durch das Artenspektrum der Lebewesen angezeigt. Colpidium-Arten sind Indikatoren für den stärksten Verschmutzungsgrad der Gewässer. In diesen polysaproben Gewässern spielen Mikroorganismen die wesentliche Rolle. Pflanzen kommen in solchen verunreinigten Gewässerzonen nicht vor, auch Fische können hier nicht existieren, da kaum Sauerstoff vorhanden ist. Die Makrofauna ist nur durch vereinzelte Schlammröhrenwürmer und Zuckmückenlarven vertreten. Die Organismengesellschaft, die hier oft anzutreffen ist, wird als Colpidietum colpodae bezeichnet. Charakteristisch sind die Wimpertierchen Colpidium colpoda, Dexiostoma campylum (früher als Colpidium campylum bezeichnet), Glaucoma scintillans, Paramecium trichium, Acineria incurvata und Vorticella microstoma. 
Der hohe Gehalt an leicht abbaubaren organischen Substanzen im Wasser führt zu hohen Bakteriendichten. Es bilden sich Sphaerotilus-, Cyanobakterien-, Beggiatoa- und Leptomitus-Rasen. Die Colpidium-Arten ernähren sich von diesen Bakterien. Sie sind daher zwischen faulenden Algen und Makrophyten, in der verschlammten Uferzone stark verunreinigter Fließgewässer und auf der Oberfläche von Faulschlamm oder im Pelagial stark verschmutzter Gewässer zu finden. Auch für den Belebtschlamm der Kläranlagen mit permanenter Sauerstoffarmut durch das Auftreten von Fäulnisvorgängen ist diese Artenzusammensetzung vorherrschend.

## Forschungsgeschichte
1860 wurde von Friedrich von Stein die Infusorienart Paramaecium colpoda (Ehrenberg, 1831, zuvor beschrieben als Paramaecia kolpoda von Losana, 1929) zur Gattung Colpidium  mit der vorerst einzigen Art Colpidium colpoda erhoben.
Eine wesentliche Veränderung ergab sich, als die Verwandtschaft zu Turaniella festgestellt und die Gattung Colpidium daher in die Ordnung Peniculia gestellt wurde. Bald wurden aber beide Gattungen dort ausgegliedert und als Familie Turanellidae wieder in die Ordnung Hymenostomatida integriert.
Die Art Colpidium campylum (Stokes, 1886) wurde 1967 von A. W. Jankowski als einzige Art Dexiostoma campylum in eine neue Gattung Dexiostoma gestellt. 1989 wurde die Art Colpidium truncatum (Stokes, 1885) von Wilhelm Foissner und Bruno Ganner als einzige Art Paracolpidium truncatum in die neue Gattung Paracolpidium gestellt.

## Systematik
Nach der Revision der Gattung Colpidium durch Ganner und Foissner 1989 verbleiben die Arten
- Colpidium colpoda (Losana, 1829)
- Colpidium kleini Foissner, 1969
- Colpidium singulare Vuxanovici, 1961
- Colpidium acuminatum Vuxanovici, 1962